# Лебіхау
Лебіхау (нім. Löbichau) — громада в Німеччині, розташована в землі Тюрингія. Входить до складу району Альтенбургер-Ланд. Складова частина об'єднання громад Оберес-Шпроттенталь.
Площа — 16,70 км2. Населення становить 978 ос. (станом на 31 грудня 2021).

## Галерея

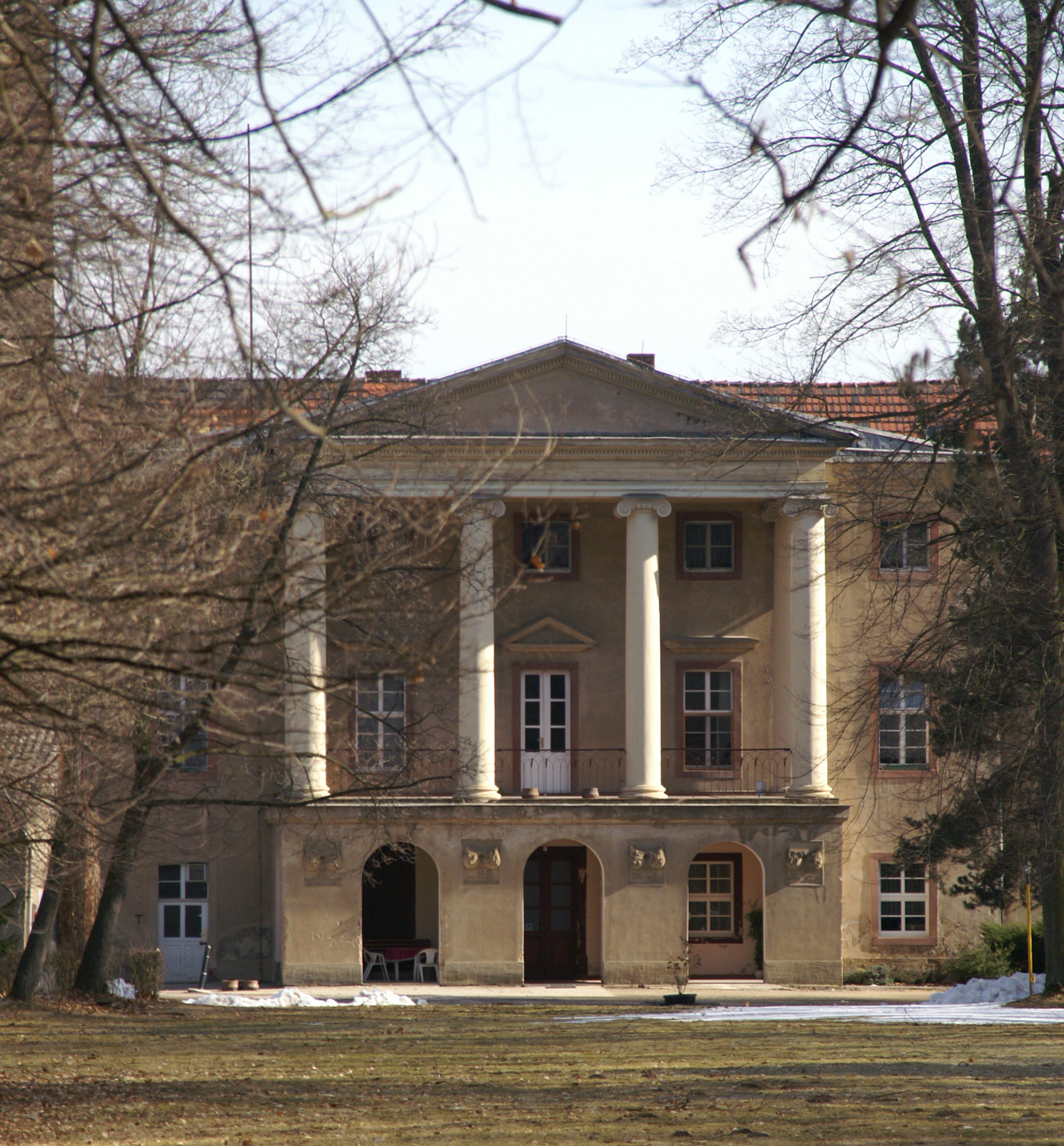
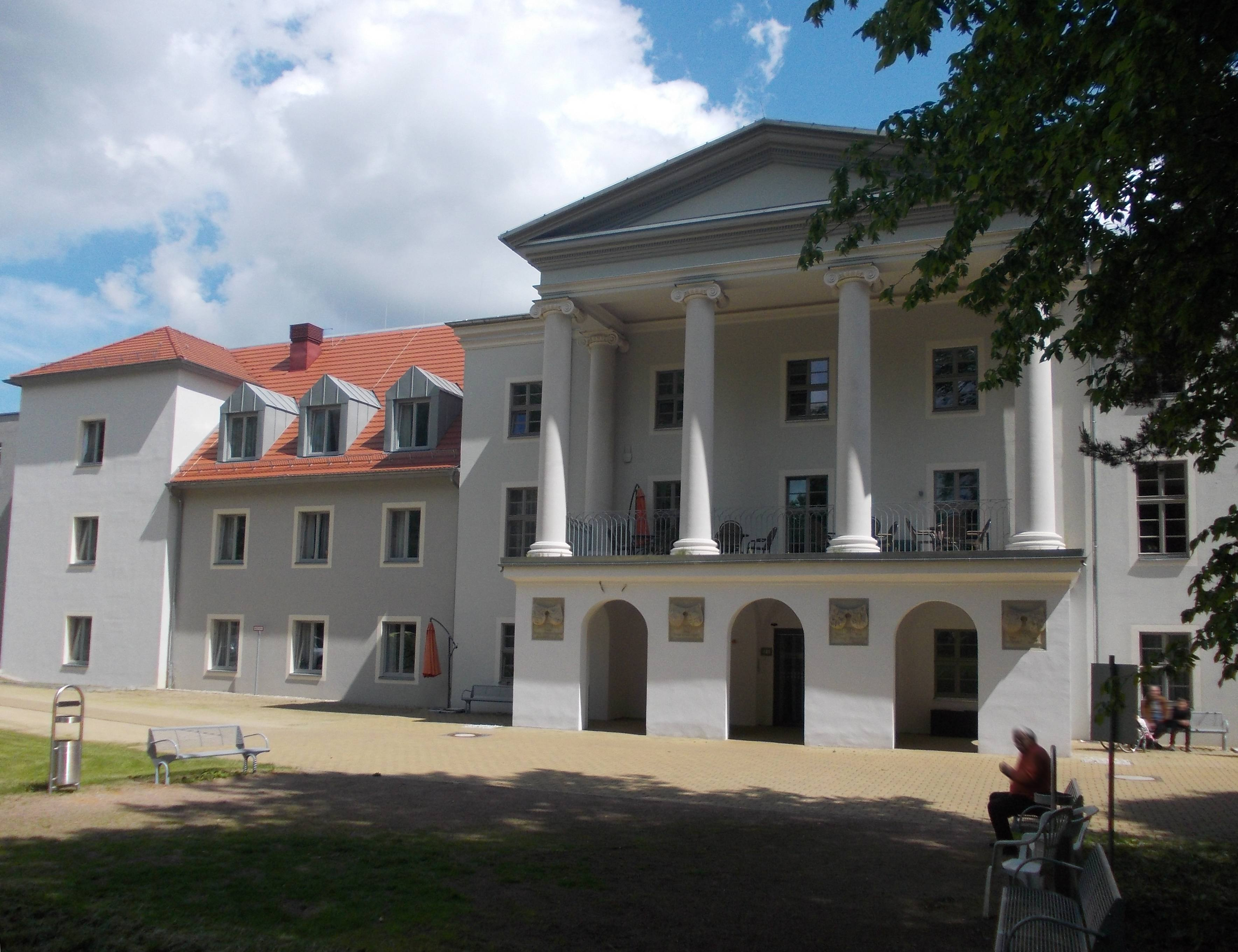
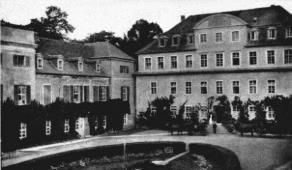
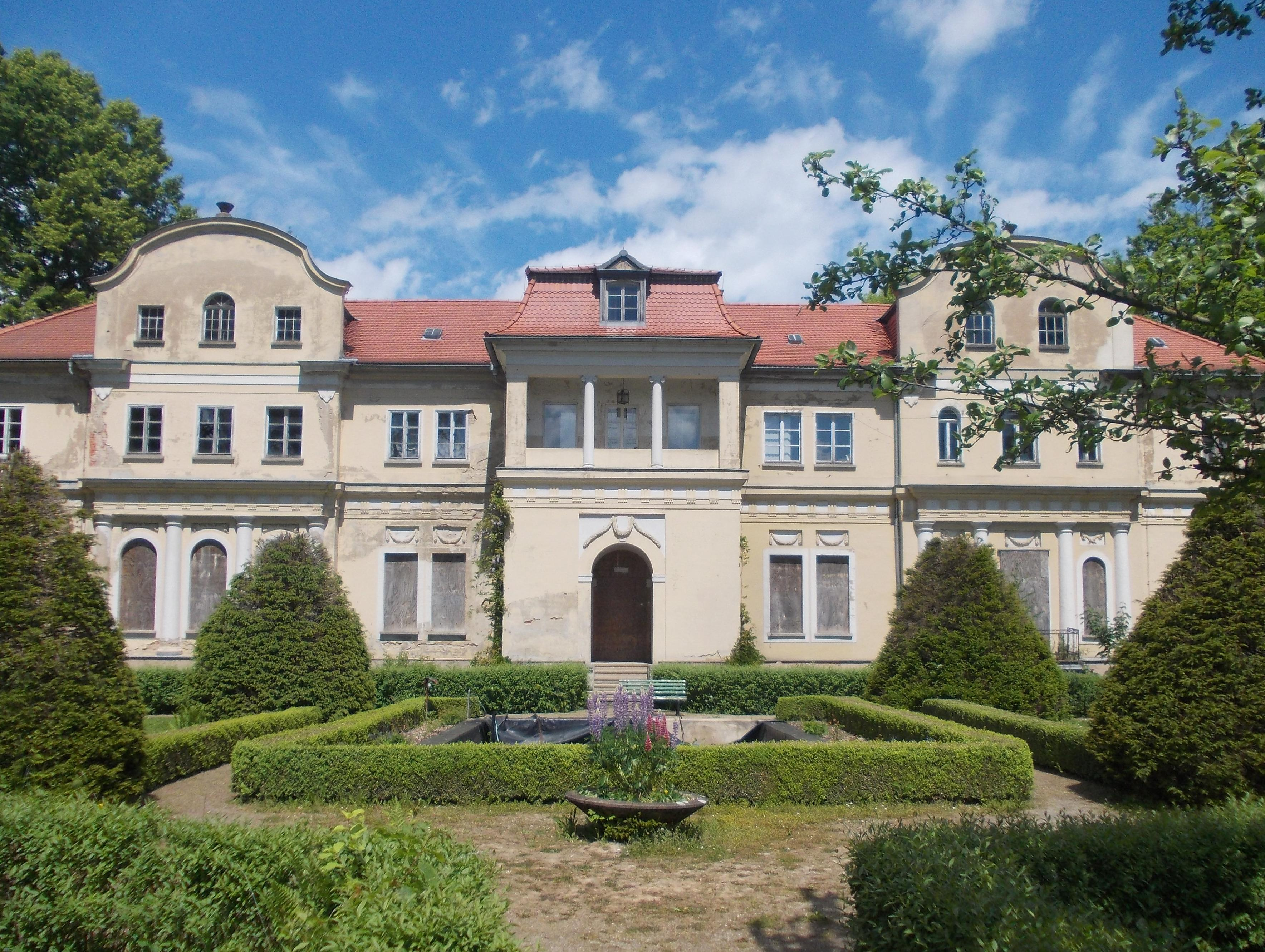
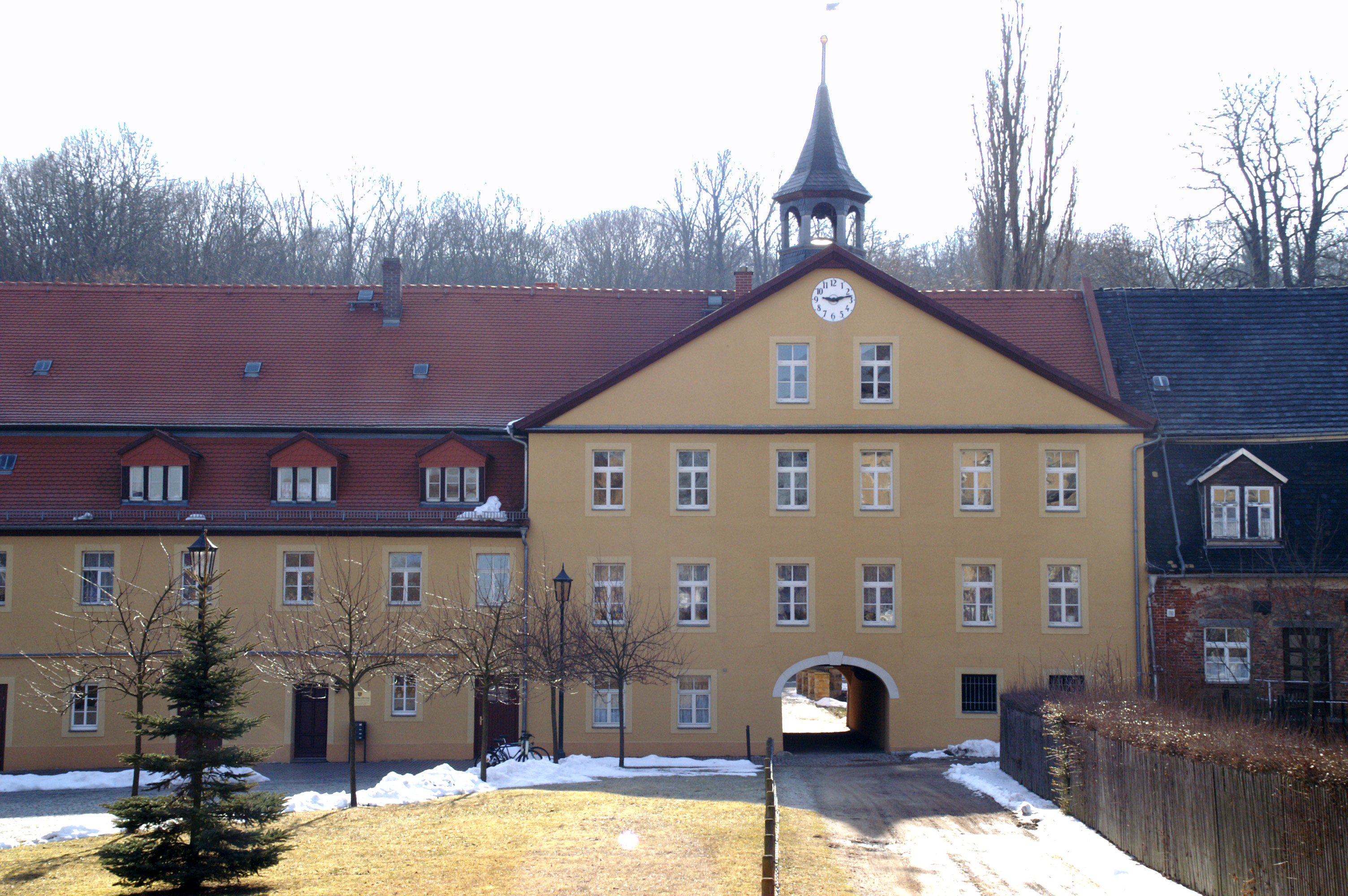
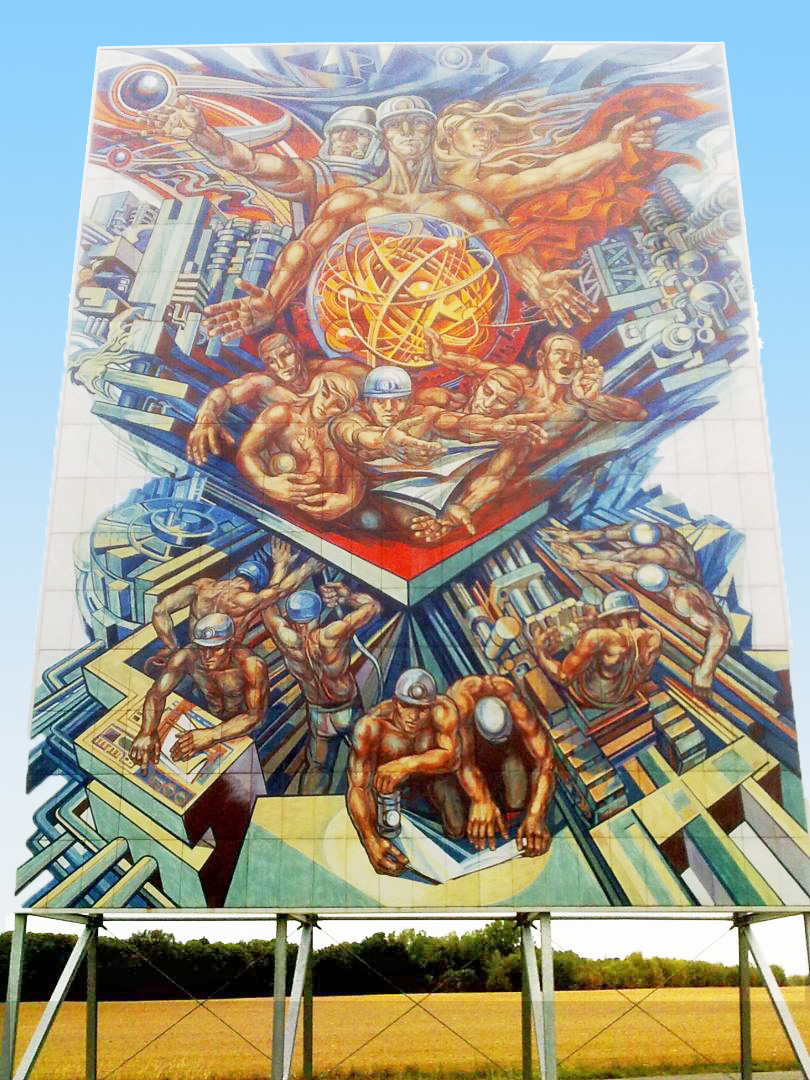